# جسر المدير

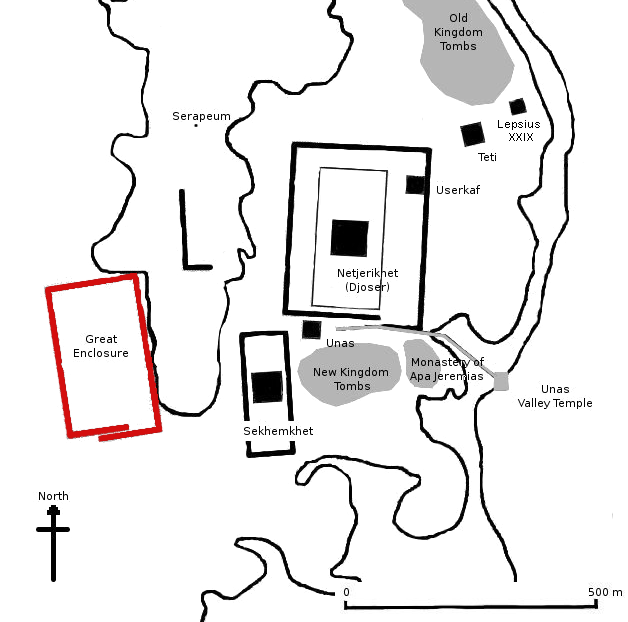
جسر المدير أو السياج العظيم باللون الأحمر على خريطة سقارة

جسر المدير معروف أيضًا باسم السياج العظيم هو أقدم بناء حجري معروف في مصر، يقع في سقارة فقط على بعد عدة مئات من الأمتار غرب هرم زوسر وهرم سخم خت، وظيفة المكان ليست واضحة بعد.

## وصلات خارجية
- Gisr el-Mudir on egyptphoto.ncf.ca
- Satellite photo of Gisr el-Mudir at خرائط جوجل
- Article with images on Egyptian Monuments.